# Muhammad Fādil ibn Māmīn
Muhammad Fādil ibn Māmīn (arabisch محمد فاضل بن مامين, DMG Muḥammad Fāḍil ibn Māmīn; geb. 25. Februar 1795; gest. 22. April 1869) war ein Sufi scharīfischer Abkunft, der in der Hodh-Region auf dem Gebiet des heutigen Mauretanien eine Tarīqa gründete, die nach ihm Fādilīya genannt wurde. Durch seine zahlreichen Söhne verbreitete sie sich im Laufe des 19. Jahrhunderts von den Regionen Adrar und Tagant aus über ganz Mauretanien, in den Norden des Senegal, in das Gebiet der West-Sahara und nach Marokko. Muhammad Fādil verfasste verschiedene religiöse Schriften, die aber nur in handschriftlicher Form vorliegen. Er wird bei den Anhängern der Tarīqa als Heiliger verehrt und ist Gegenstand eines hagiographischen Werks.

## Abstammung
Muhammad Fādil gehörte der scharīfischen Familie der Ahl Tālib al-Muchtār an, die als Nomaden durch die Hodh-Region zogen, Die Familie führte sich über Idrīs ibn ʿAbdallāh auf den Propheten Mohammed zurück. Muhammad Fādils Urgroßvater Tālib Diyāh al-Muchtār war Ende des 17. Jahrhunderts von Marokko aus nach Tagant gekommen. Nach der Überlieferung der Familie stand er zu dem Rechtsgelehrten Muhammad al-Aqzaf (Laghdaf) in Beziehung, der ihm bestimmte sufische Konzepte vermittelte. Muhammad Fādil selbst pries in seinen Gedichten Laghdaf als „Pol der Zeit“ (quṭb az-zamān).
Muhammad Fādils Familie pflegte verschiedene sufische Ordenstraditionen. Sein Vater Muhammad al-Amīn (der Name wurde zu Māmīn zusammengezogen) verbreitete sowohl die Gebetsformeln (aurād) des Nāsirīya-Zweigorden der Schādhilīya als auch diejenigen der Tidschānīya und der Qādirīya.

## Leben

### Religiöse Ausbildung
Muhammad Fādil wurde am 27. Schaʿbān 1211 (= 25. Februar 1795) geboren. Im Alter von fünf Jahren wurde er zu einem Gelehrten namens Muhammad al-Muchtār ibn Lahbūs gebracht, damit er dort den Koran auswendig lernte. In derselben Schule lernte er auch Biographie des Propheten und die Erzählungen über die Gottesfreunde kennen. Als er sieben Jahre war, führte ihn sein Vater in die islamische Mystik ein. Von ihm erhielt er auch die Gebetsformel (wird) der Qādirīya.
Mit 15 Jahren schloss er seine elementare Ausbildung in der Mystik ab und entschloss sich, sich bei einem gewissen Ahmad ʿAmm ibn Schaich ʿĪsā in der Rechtswissenschaft ausbilden zu lassen. Einer seiner Verwandten, Muhammad Fāl ibn Zarrūq, riet ihm jedoch davon ab, mit der Begründung, dass Muhammad Fādil eine große Karriere vor sich habe, Ahmad ʿAmm ihn jedoch erniedrigen und unterwerfen wolle. Muhammad Fādil fügte sich und entschloss, stattdessen den Unterricht bei seinem Cousin at-Tālib ibn al-Hasan zu besuchen. Bei ihm studierte er die Risāla von Ibn Abī Zaid al-Qairawānī. Gleichzeitig bildete ihn at-Tālib ibn al-Hasan auch in der „Wissenschaft von den Wahrheiten“ (ʿilm al-haqāʾiq), d. h. der Sufik, aus.
Am Ende dieser Periode kehrte Muhammad Fādil zu seinem Vater zurück. Danach begab er sich mit einigen Schülern zu einem gewissen Muhammad ibn at-Tālib Ibrāhīm, um dort den Muḫtaṣar von Chalīl zu studieren. Da er sich mit diesem bald überwarf, zog er weiter zu ʿAbdallāh ibn Ibrāhīm asch-Schinqītī (gest. 1818), der als einer der größten Rechtsgelehrten der Bidhan galt. Da er aber unterwegs davon erfuhr, dass asch-Schinqītī im Sterben lag, begab er sich zu einem anderen Lehrer, Sīd al-Mustaf ibn ʿUthmān al-Kaihal aus dem Stamm der Idawbadsch.

### Gründung der eigenen Bruderschaft
Nach Abschluss seiner spirituellen Ausbildung begann Muhammad Fādil, seine eigene Tarīqa, deren Silsila er über Abū l-Hasan asch-Schādhilī und ʿAbd as-Salām ibn Maschīsch auf ʿAbd al-Qādir al-Dschīlānī zurückführte, unter den angrenzenden Stämmen zu verbreiten. Zwar hielt er den wird der Qādirīya für den besten, doch führte er seine Schüler in verschiedene Sufi-Orden ein und gab ihnen die Freiheit, denjenigen wird zu wählen, der zu ihnen passte, oder auch mehrere zu akkumulieren. Dies führte Muhammad Fādil eine große Klientel zu und bildete eine Besonderheit der Fādilīya, die sich damit eindeutig von der Qādirīya unterschied. Weitere Elemente, die Muhammad Fādils Tarīqa von der Qādirīya unterschieden, waren der Dschadhb („Trancezustand“), der Tanz und der laute Dhikr. Sīdī al-Muchtār al-Kuntī (1729–1811) beispielsweise, der Gründer der Qādirīya-Muchtārīya (od. Qādirīya-Bakkā'īya) bei den Kunta, lehnte Tanz, Trancezustände und lauten Dhikr ab. Dschadhb und Tanz übernahm Muhammad Fādil von der Ghudfīya, einer anderen Bruderschaft, die in der Region aktiv war. Der häufigste Dhikr von Muhammad Fādil war Allāh, Allāh (…) hūwa, hūwa (…) anta, anta (…) āh, āh.

### Familienpolitik und Nachkommen
Bereits zu seiner Lebenszeit erlangte die Fādilīya einigen Einfluss in der Region. Ein Neffe von Muhammad Fādil gleichen Namens wanderte 1850 in Richtung Nordwesten und verbreitete den Orden in der heutigen Region Adrar. Insbesondere stellte er seine 48 Söhne und 50 Töchter in den Dienst der Ausbreitung des Ordens. Schon vor seinem Tod bereitete er sehr sorgfältig seine Nachfolge vor, indem er den Lebensraum der Bidhan unter den wichtigsten von ihnen aufteilte.
Muhammad Fādil starb am 10. Muharram 1869 (22. April 1869).  Während sein Sohn Sīdī l-Chair die väterliche Zāwiya im Hodh weiterführte, wanderten die meisten Brüder in das subsaharische Afrika aus. Besondere Verdienste um die Verbreitung des Ordens erwarben sich Muhammad Fādils Söhne Sīdī al-Mustafā (1831–1910), bekannter unter dem Namen Mā' al-ʿAinain al-Qalqamī, und Saʿd Būh (1850–1917). Während Mā' al-ʿAinain mit seinen Anhängern den Widerstand gegen die Franzosen organisierte, arbeitete sein Bruder Saʿd Būh eng mit der Kolonialmacht zusammen.

## Werke
Ulrich Rebstock führt in seiner Maurischen Literaturgeschichte insgesamt 23 Schriften von Muhammad Fādil auf. Diese liegen fast ausschließlich in handschriftlicher Form vor. Im Zuge mehrerer DFG-Projekte, die Rebstock zwischen 1979 und 1997 zusammen mit Rainer Oßwald und Tobias Mayer in Mauretanien durchführte, sind von einigen dieser Schriften Mikrofilme erstellt worden, deren Originale am IMRS (Institut Mauritanien de Recherche Scientifique) in Nouakchott liegen. Kopien dieser Mikrofilme wurden an der Universität Freiburg eingescannt und sind im Rahmen der OMAR-Datenbank als Volltext einsehbar. Hierzu gehören die folgenden Schriften:
- Nuqla fī l-kalām ʿalā kalimat aš-šahāda, sufisches Werk über die Bedeutung der Schahāda. OMAR-Digitalisat
- Ǧamʿ min al-adʿiya an-nāfiʿa, Sammlung von Bittgebeten. OMAR-Digitalisat
- Saif al-muǧādala, sufisches Werk über den Dhikr.[17] OMAR-Digitalisat
- Taḥqīq dauḥat aš-šaraf min aṣlaihā l-Ḥasan wa l-Ḥusain, Traktat über den Adel, der mit Abstammung von al-Hasan ibn ʿAlī und al-Husain ibn ʿAlī verbunden ist OMAR-Digitalisat
- Taʾlīf fī l-ankiḥa, rechtswissenschaftliches Werk über Eheverträge OMAR-Digitalisat

Darüber hinaus verfasste Muhammad Fādil mehrere Gedichte zum Lob des Sufi-Heiligen Muhammad al-Aqzaf (Laghdaf).

## Heiligenlegende
Muhammad Fādil ist auch Gegenstand eines hagiographischen Werkes mit dem Titel aḍ-Ḍiyāʾ al-mustabīn fī karāmāt aš-Šaiẖ Muḥammad Fāḍil ibn aš-Šaiẖ Muḥammad al-Amīn („Das klare Licht über die Huldwunder des Scheichs Muhammad Fādil, Sohn von Scheich Muhammad al-Amīn“). Autor ist Muhammad Fādils Schüler Muhammad Fādil ibn Muhammad Lahbīd al-Yaʿqūbī. Das Werk enthält zahlreiche Wunderberichte über Muhammad Fādil. So wird erzählt, dass Muhammad Fādils Geburt seinem Vater Muhammad al-Amīn von einem großen Heiligen vorhergesagt wurde. Als im Jahre 1820 der große Gelehrte ʿAbdallāh asch-Schinqītī starb, der „die Schlüssel der Wissenschaften“ (mafātīḥ al-ʿulūm) in der Hand hielt, sollen sich die Gottesfreunde bei ihm versammelt und nach einer Beratung beschlossen haben, sie Muhammad Fādil in die Hand zu legen. Die Übergabe an ihn fand angeblich in Anwesenheit der Engel statt. Auch von dem Großvater und dem Urgroßvater Muhammad Fādils werden in dem Werk Wunderberichte erzählt.
Auch der Eintrag über Muhammad Fādil in al-Mahdschūbīs Biographiensammlung Manḥ al-rabb al-ġafūr fī ḏikri mā ahmalahu Ṣāḥib Fatḥ al-Shakūr hat hagiographischen Charakter. Hier wird erzählt, dass Muhammad Fādil als Märtyrer der Liebe gestorben sei, und in diesem Zusammenhang auf das Koranwort verwiesen: „Halte diejenigen, die für die Sache Gottes gestorben sind, nicht für tot. O nein! Sie sind am Leben“ (Sure 2:169).